# Саборна црква у Даљу
Саборна црква Светог Димитрија у Даљу је главни православни храм у источнославонској варошици Даљу, смештен уз седиште владичански двор, некадашње летње боравиште Српских патријараха из Сремских Карловаца. Саборна црква у Даљу је централна црква Епархије осјечкопољске и барањске и представља највећи православи храм у овом делу данашње Републике Хрватске.
Саборни храм Светог Димитрија налази се на централном даљском тргу, недалеко од Дунава.
У храму је сахрањен митрополит карловачки Викентије Јовановић (1774—1780), епископ горњокарловачки Лукијан Николајевић (1865-1872), Теодор и Георгије Миланковић из породице научника Милутина Миланковића.

## Историјат
Првобитна црква од дрвета саграђена је 1715. године, а освећена 26. октобра 1716. године од стране митрополита карловачког Викентија Поповића-Хаџиловића. Нова црква од тврдог материјала помиње се 1756. године.
Садашња црква изграђена је 1799. године, а обновљена је 1837. године. Освештана је од стране митрополита Стефана Станковића, 8. септембра 1840. године.
Иконостас цркве изграђен је 1824. године а рад је Павла Ђурковића и Григорија Јездимировића. Црква је обнављана 1900/01. године, као и 1930/31. године.
Цркви су током Првог светског рата реквирирана звона, док у Другом светском рату црква трпи велика разарања. Црква је затворена 12. јула 1941. године од стране државних тела Независне Државе Хрватске. Са цркве су отуђена четири звона, иконостас је срушен и делимично уништен, ризница опљачкана. Са цркве је отуђен цреп, звоник је миниран, а делови зидова срушени.
Након Другог светског рата приступа се обнови храма. Освећење обновљеног храма извршено је 8. новембра 1949. године. Црква је обнављана у више наврата и у каснијем раздобљу и свечано освештана 14. маја 1989. године од стране патријарха српског Германа. Храм је обнављан и током 2004/06. године. О "Светом Димитрију" 2006. године освештана су и постављена нова црквена звона. Обнова саборног храма траје и данас.